# Universidad Estatal de Sacramento
La Universidad Estatal de Sacramento (en inglés: California State University, Sacramento, también conocida como Sacramento State o Sac State) es una universidad pública ubicada en la ciudad de Sacramento, California. Es parte integrante del sistema California State University. La universidad tiene aproximadamente 29.000 estudiantes.
Según el ranking de 2007 del US News and World Report, el nivel de los colegiados de la Universidad Estatal de Sacramento se sitúa en el puesto 57 de los mejores niveles de Master de universidades de la zona Oeste.

## Historia

### Historia reciente
Los esfuerzos para conseguir una universidad de cuatro años en Sacramento datan de la década de 1920, no obstante la política del área de la bahía previno su fundación hasta el año 1947. Los colores verde y oro de la universidad simbolizan el verde de las colinas y de los árboles, y el oro para el descubrimiento. 
La universidad fue fundada como Sacramento State College en 1947 durante una época de intensa demanda de una educación superior, después de la Segunda Guerra Mundial. A la hora de su fundación, la "Sac State" compartió el espacio con el Sacramento Junior College.
Antes de 1953, la escuela se había trasladado a su localización permanente en la rivera del río American. Los conejos eran un problema en los primeros años y los paisajistas permitieron que fueran abatidos en cuanto se los avistara. La "Sac State" se convirtió en parte del sistema de la Universidad Estatal de California en 1960, y en 1972, la universidad cambió su nombre a Universidad del Estado de California, Sacramento.
La universidad experimentó una importante expansión en los años de la guerra de Corea, con el "corazón" del campus ubicado en lo que era entonces "Douglass Hall", "Shasta Hall", y edificios que contenían los departamentos de matemáticas, ciencias, e historia. Para estos edificios está previsto que serán demolidos, lo que pronto creará una expansión de un campus cinturón verde que se extiende de la biblioteca a los dormitorios. 
La "Sac State" pasó unas horas bajo amenaza de ser inundada deliberadamente en el año 1986, pues los funcionarios contemplaban el soltar las compuertas para evitar una falla masiva del dique en Sacramento.

### Edad dorada

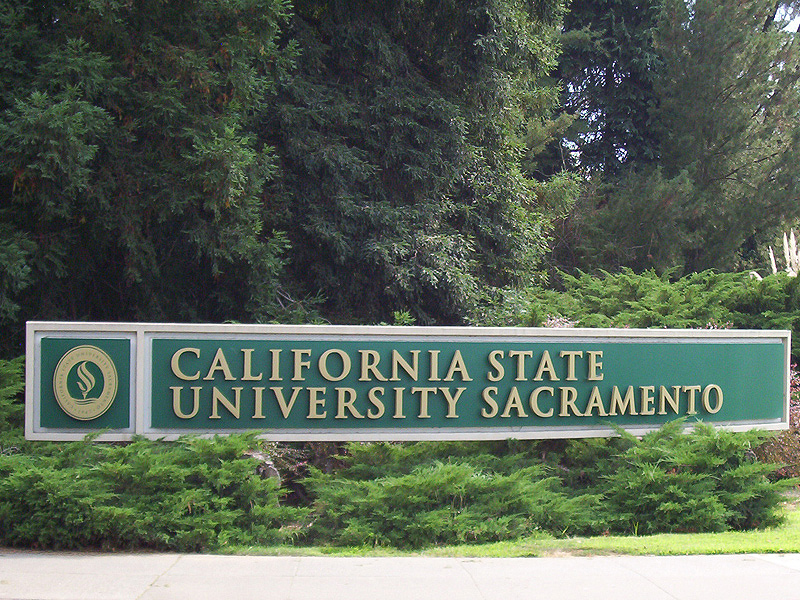
Entrada del norte

El periodo comprendido entre 1984 y 2003 está marcado por un crecimiento sin precedentes y una estabilidad presupuestaria para la universidad. Durante este período, el campus casi dobló su tamaño con la construcción de una docena de edificios académicos y de servicios. Estos incluyen:
- University Union expansion
- Mendocino Hall
- Riverside Hall
- Mariposa Hall
- Library expansion
- Placer Hall
- Dos garajes de aparcamientos
- New Hornet Bookstore (La librería trasladada recientemente a otra nueva localización)
- Lassen Hall expansion
- Carretera perimetral (que alivia las congestiones del tráfico)

Después de la construcción del "Placer Hall", muchos de los edificios restantes fueron renombrados según los condados de California. Así el edificio de la administración fue renombrado como "Sacramento Hall".
La "Sac State" recibió en el 2000 y el 2004 la celebración de las pruebas de la U.S. Olympic Track and Field Trials. Los acontecimientos fueron llevados a cabo en los complejos deportivos del Hornet Stadium y del Alex Spanos.

### Tiempos actuales
Unos edificios recientemente construidos son el "Alumni Center", un edificio para la formación permanente, una facilidad para las estaciones de radio Universidad con licencia pública , el « Academic and Information Resource Center » (el centro de recursos de información académica) (AIRC), y un tercer garaje de estacionamiento.

#### Retitulación
En 2004, la escuela decide la re-marca de fábrica de sí misma y ahora se conoce como Sacramento State (Saco State de modo más abreviado); aunque los estudiantes se habían estado refiriendo a la escuela por este nombre durante años. El nombre oficial de la universidad sigue siendo Universidad del estado de California, Sacramento. Los términos "CSUS," "Cal State Sacramento", "CSU, Sacramento", y "CS Sacramento" ya no son los más  apropiados según la nueva guía de estilo de identidad. La universidad incluso adoptó un nuevo logo y sello. Estos han reemplazado los diseños anteriores basados en el Sello de California.
Además, los colores verde y oro del "Sacramento States" fueron formalizados en la guía de estilos de 2005.

## Organizaciones auxiliares
La Universidad estatal de Sacramento tiene seis organizaciones  auxiliares:

### La Radio "KSSU 1580 AM"
- kssu.com.

### El Periódico "The State Hornet"
The State Hornetwww.statehornet.com. El periódico está administrado por el  Department of Communication Studies Archivado el 24 de noviembre de 2009 en Wayback Machine. in the College of Arts and Letters.[cita requerida]

## Alumnos notables

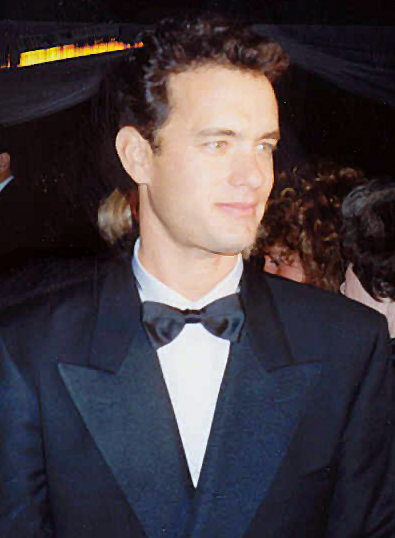
Tom Hanks.

### Comunicación, y artistas
- Carlos Alazraqui - actor, comediante - "Reno 911!"
- Creed Bratton - actor,
- Kurt Caceres - actor
- Joe Carnahan - director de cine
- Giselle Fernández
- Tom Hanks - actor/director de cine/Productor de cine
- Kristine Hanson - presentadora de televisión/Playboy Playmate del mes de septiembre de 1974
- David Hodo - miembro fundador de Village People
- Kayden Kross - actriz de cine adulto
- Bobby McFerrin - compositor y ganador de premio Grammy de música ("Don't Worry, Be Happy")
- Bridget Marquardt - novia de Hugh Hefner, participante del programa de TV E! The Girls Next Door
- Brian Posehn- comediante
- Mel Ramos - artista

### Autores y académicos
- Ann Bannon - autora de "Lesbian Pulp Fiction", antigua  profesora en CSUS
- Raymond Carver - escritor
- Tom Sunic, filósofo y académico croata.

### Atletas
- Tyronne Gross - corredor de los San Diego Chargers

## Docentes notables

### Actuales
- Alexander González - Presidente de Universidad y profesor de Psicología

### Eméritos
- Ann Bannon - Profesor de inglés, "Associate Dean" en  el "College of Arts and Sciences"
- Miklos Udvardy - Profesor de Ciencias Biológicas

### Antiguos
- Enrique Herrscher - Fulbright Profesor en Residencia de Económicas

## Visitantes Famosos
Entre las personalidades que han visitado la universidad se incluyen:  
- Martin Luther King, Jr.
- Jimi Hendrix
- Sheryl Crow
- Oliver Stone
- Jesse Jackson
- Arnold Schwarzenegger
- Wangari Maathai
- John Kerry
- Stokely Carmichael
- Woody Harrelson
- Maya Soetoro-Ng

## Presidentes de la Universidad
- Guy A. West (1947 - 1965)
- F. Blair Mayne (1965 - 1965)
- Stephen L. Walker (1965 - 1966)
- Robert Johns (1966 - 1969)
- Otto Butz (1969-1970)
- Bernard L. Hyink (1970-1972)
- James G. Bond (1972-1978)
- Lloyd Johns (1978-1983)
- Austin J. Gerber (1983-1984)
- Donald R. Gerth (1984-2003)
- Alexander González (2003-presente)

## Puntos de interés
- Goethe Arboretum